# Thitarodes
Thitarodes là một chi bướm đêm (nhậy) trong họ Hepialidae. Có 48 loài đã được miêu tả, sinh sống trong khu vực Đông Á. Phần lớn các loài chỉ hạn chế trong khu vực cao nguyên Thanh Tạng. Các dạng sâu non (ấu trùng) của chi này là vật chủ cho loài nấm ký sinh Cordyceps sinensis, với tên gọi đông trùng hạ thảo, được các thầy thuốc của y học cổ truyền Trung Hoa đánh giá rất cao như là một dược liệu rất có giá trị trong điều trị một số loại bệnh.

## Các loài
- Thitarodes albipictus - Vân Nam (Trung Quốc)
- Thitarodes anomopterus - Vân Nam
- Thitarodes arizanus - Đài Loan
- Thitarodes armoricanus - Tây Tạng, Trung Quốc
- Thitarodes baimaensis - Vân Nam
- Thitarodes baqingensis - Tây Tạng
- Thitarodes caligophilus [1]
- Thitarodes callinivalis - Vân Nam
- Thitarodes cingulatus - Cam Túc, Trung Quốc
- Thitarodes damxungensis - Tây Tạng
- Thitarodes danieli - Nepal
- Thitarodes dierli - Nepal
- Thitarodes dongyuensis - Trung Quốc
- Thitarodes eberti - Nepal
- Thitarodes ferrugineus - Vân Nam
- Thitarodes gonggaensis - Tứ Xuyên, Trung Quốc
- Thitarodes jialangensis - Tây Tạng
- Thitarodes jianchuanensis - Vân Nam
- Thitarodes jinshanensis - Vân Nam
- Thitarodes kangdingensis - Tứ Xuyên
- Thitarodes kangdingroides - huyện Khang Định, Tứ Xuyên
- Thitarodes lijiangensis - Vân Nam
- Thitarodes litangensis - Tứ Xuyên
- Thitarodes luquensis - Cam Túc
- Thitarodes malaisei - Myanmar
- Thitarodes markamensis - Tây Tạng
- Thitarodes meiliensis - Vân Nam
- Thitarodes menyuanicus - Thanh Hải, Trung Quốc
- Thitarodes namnai - [1]
- Thitarodes nebulosus - Tây Tạng
- Thitarodes nipponensis - Nhật Bản
- Thitarodes oblifurcus - Thanh Hải
- Thitarodes pratensis - Vân Nam
- Thitarodes renzhiensis - Vân Nam
- Thitarodes richthofeni - Trung Quốc
- Thitarodes sichuanus - Vân Nam
- Thitarodes sinarabesca - Trung Quốc
- Thitarodes varians - Tây Tạng
- Thitarodes variabilis - Viễn Đông Nga
- Thitarodes varius - Viễn Đông Nga
- Thitarodes xiangensis - Tây Tạng
- Thitarodes xunhuaensis - Thanh Hải
- Thitarodes yeriensis - Vân Nam
- Thitarodes yulongensis - Vân Nam
- Thitarodes yunglongensis - Vân Nam
- Thitarodes yunnanensis - Vân Nam
- Thitarodes zaliensis - Tây Tạng
- Thitarodes zhangmoensis - Tân Cương, Trung Quốc
- Thitarodes zhayuensis - Tây Tạng
- Thitarodes zhongzhiensis - Vân Nam